# Коштовності (мінісеріал)
«Ювелірні вироби» або «Коштовності» (англ. Jewels) — телевізійний мінісеріал NBC 1992 року, заснований на однойменному романі Даніели Стіл 1992 року. У головних ролях Аннет О'Тул та Ентоні Ендрюс, його трансляція відбулася у двох частинах 18 та 20 жовтня 1992 року. Мінісеріал адаптували Шеллі Ліст та Джонатан Естрін, і режисер — Роджер Янг. Мінісеріал Jewels та його акторський склад та команда були номіновані на дві премії «Золотий глобус» та премію «Еммі» Primetime.

## Акторський склад
- Аннет О'Тул у ролі Сари Томпсон Вітфілд
- Ентоні Ендрюс у ролі Вільяма Вітфілда
- Юрген Прохнов у ролі Йоахіма фон Мангейма
- Корінн Тузе в ролі Емануель
- Урсула Хауеллз в ролі герцогині
- Шейла Гіш у ролі Вікторії Томпсон
- Саймон Оутс у ролі Едварда Томпсона
- Роберт Вагнер в ролі Чарльза Девенпорта
- Бредлі Коул у ролі Фредді Ван Пірінга
- Крістофер Вільє в ролі Філіпа
- Девід Твейтс у ролі Філіпа, 16 років
- Бенедикт Тейлор у ролі Джуліана
- Хлоя Аннет в ролі Ізабель

## Виробництво
«Ювелірні вироби» були адаптовані за однойменним бестселером роману Даніели Стіл Шеллі Ліст та Джонатаном Естріном, які також виконували обов'язки виконавчих продюсерів. Режисер Роджер Янг зняв мінісеріал в Люксембурзі. 

## Трансляція та критика
П'ятигодинний мінісеріал транслювався у двох частинах 18 та 20 жовтня 1992 року. Тоні Скотт з Variety назвав його «передутим» і написав, що «Коштовності ледь досягають вище м'якоті». Знайшовши О'Тула, Ендрюса і Прочнова нічим не примітними, Скотт зробив комплімент «дивовижній життєвості» Вільєра і Тейлора як синів Вітфілда, а також похвалив Хоувеллса, Гіша і Оутса як батьків Вільяма і Сари. 

### Номінації
«Коштовності» були номіновані на премію «Золотий глобус» як найкращий мінісеріал або кінофільм, зроблений для телебачення, а Ендрюс був номінований на «Золотий глобус» за найкращий виступ актора у мінісеріалі або кінофільмі, створеному для телебачення. Композитор Патрік Вільямс виграв премію «Еммі» Primetime за видатні індивідуальні досягнення в музичній композиції для мінісеріалу.